# Hjalmar Westerlund (författare)
Denna artikel handlar om författaren. För arkitekten se Hjalmar Westerlund.
Hjalmar Westerlund, född 5 juni 1918 i Torrberg, Norsjö, död 14 juni 1997 i Bureå, var en svensk författare, som sedan 1949 var bosatt i Hjoggböle. Westerlund växte upp i ett bondehem, och förlorade som treåring sin far i TBC. Westerlund arbetade bland annat som bonde, skogsarbetare och virkesmätare. På 1950-talet började han skriva berättelser och andra arbeten för Norra Västerbotten.
Inspirationen till författarskapet kom från farfadern, den så kallade Mårk-Anton (född 1844). Westerlunds miljöer och språk har stark anknytning till Västerbottens inland.

### Böcker
- Starrmyrkojan (1968)
- Av händers verk (1970)
- Folket i Forsberget (1981)
- Parasiterna (1984)
- Fältpost 223 20 litt O (1987)
- Utmaningen (1991)

Förutom detta, medverkade Westerlund i ett antal antologier med noveller och dikter.

### Dramatik
- Bondfångarna (1974), uppförd av riksteaterns västerbottensensemble
- Efraim Dahl fliosoferar (1974), radioteater i Västerbottensradion.
- Folket i Forsberget (1992), sommarteater uppförd av Västerbottensteatern.

## Priser och utmärkelser
- 1978 – Rörlingstipendiet